# Scopula monotropa
Scopula monotropa är en fjärilsart som beskrevs av Louis Beethoven Prout 1925. Scopula monotropa ingår i släktet Scopula och familjen mätare. Inga underarter finns listade.